# Maximino Pérez
Maximino Pérez Portillo (Ciudad de Esquipulas, Guatemala, 15 de diciembre de 1936-Ciudad de Guatemala, Guatemala, 11 de abril de 1997), fue un empresario, ganadero, caballista y político esquipulteco. Fue alcalde del Municipio de Esquipulas, en el periodo 1993-1996, por el partido D.C.

## Biografía
Nació el 15 de diciembre de 1936, en la Ciudad de Esquipulas, se graduó de bachiller en ciencias y letras del Instituto Central para Varones, y termina sus estudios universitarios graduándose de la universidad San Carlos de Guatemala, durante su gobierno municipal ayudó a las familias de bajos recursos y reconoció a los Personajes Importantes de Esquipulas, durante su gobierno se le colocó el nombre Mario Salazar Grande a la calle donde vive actualmente el artista y pintor Mario Salazar Grande, fallece el 11 de abril del 1997, tras un accidente automovilístico muy cerca de la Ciudad de Guatemala, en el cual según explicaciones de los forenses dijeron: que sufrió una bajada de azúcar, esto provocó el accidente.

## Carrera política

### Alcaldía
En septiembre de 1992, se postula como candidato a la Alcaldía de Esquipulas, por el partido Democracia Cristiana Guatemalteca, donde sale triunfante de las elecciones y se convierte en el Alcalde del Municipio de Esquipulas.
| Predecesor: Juan Pablo Espino | Alcalde del Municipio de Esquipulas 1993 - 1996 | Sucesor: Roberto Sagastume Pinto |